# Строенко, Сергей Васильевич
Серге́й Васи́льевич Строе́нко (22 февраля 1967, с. Николаевка-Новороссийская, Саратский район, Украинская ССР, СССР — 24 декабря 2013, с. Владимировка, Слободзейский район, Приднестровье) — советский и молдавский футболист, выступал на позиции защитника. Бо́льшую часть своей карьеры провёл в тираспольском клубе «Тилигул», выступал за сборную Молдовы. Является рекордсменом чемпионата Молдовы по количеству сыгранных матчей — 445 и трёхкратным обладателем Кубка Молдовы по футболу. В 2010 году начал тренерскую карьеру в клубе «Академия УТМ», в сезоне 2011/12 тренировал кишинёвский «Зимбру».
Младший брат Андрей также выступал за «Тилигул», ныне тренер.

## Карьера

### В качестве игрока

#### Клубная
Карьеру футболиста начинал в тираспольском клубе «Автомобилист» в 1984 году, который в 1986 году был переименован в «Текстильщик». В то время клуб выступал в 5 зоне Второй лиги СССР. 1987 год Строенко провёл в составе одесского СКА. С 1988 по 2001 год Сергей выступал за «Текстильщик», который за это время был дважды переименован, сначала в «Тирас», а затем в «Тилигул». В сезоне 1990 тираспольский клуб выступал в Первой лиге СССР, в сезоне 1991 «Тилигул» занял второе место и получил право на следующий год участвовать в Высшей лиге чемпионата страны, однако из-за распада Советского Союза сыграть в лиге сильнейших тираспольчанам не удалось. За тираспольский клуб Сергей играл до 2001 года, затем Строенко перешёл в «Зимбру», за который провёл в чемпионате Молдовы 14 матчей. С 2002 выступал за кишинёвский «Агро», в 2003 году вернулся снова в «Тилигул», где и завершил карьеру игрока в 2009 году. Сергей Строенко является одной из легенд тираспольского футбола, отыграв почти два десятка лет за «Тилигул», в общей сложности за тираспольсчан он отыграл 497 матчей и забил 37 голов.

#### В сборной
Сергей Строенко выступал за национальную сборную Молдовы с 1992 года, в общей сложности провёл 46 матчей. 17 октября 2007 года Игорь Добровольский в срочном порядке вызвал его в сборную на матч против Мальты в возрасте 40 лет и 237 дня. Строенко стал самым возрастным игроком в истории национальной команды Молдовы, до этого Сергей в последний раз привлекался в сборную шесть лет назад. 

«Он не был испуган, не совершил ни единой ошибки и ушел с поля с капитанской повязкой»— Главный тренер сборной Молдавии по футболу Игорь Иванович Добровольский после матча против сборной Мальты, 2007 год

#### Ветеранская
Строенко — многократный чемпион и обладатель Суперкубка Молдовы среди ветеранов в составе команды «Геотермал». Свои последние два трофея Сергей завоевал в декабре 2013 года. Этими трофеями были Кубок за чемпионство и Суперкубок Молдовы в турнирах среди ветеранов молдавского спорта. В 2013 году был признан лучшим игроком турнира в лиге ветеранов молдавского спорта.

### В качестве тренера
В июле 2010 года Сергей Строенко возглавил команду «Академия УТМ». Под его руководством команда провела всего 10 туров в Национальной дивизии сезона 2010/11, в сентябре этого же года Строенко был отправлен в отставку. 27 мая 2011 года был назначен главным тренером кишинёвского «Зимбру». Перед Строенко была поставлена задача — выиграть чемпионат и Кубок Молдовы, выполнить её не удалось. Под руководством Строенко «зубры» досрочно обеспечили себе третье место в чемпионате страны и получили право сыграть в отборочных матчах Лиги Европы. В мае 2012 года Сергей Строенко был уволен с тренерского поста.

## Гибель
24 декабря 2013 года автомобиль, за рулем которого находился Сергей Строенко, столкнулся с машиной, выехавшей на встречную полосу на трассе «Тирасполь — Одесса». Бывший капитан молдавской сборной скончался на месте. Весть о трагедии потрясла весь футбольный мир страны. Прощание прошло 26 декабря на Городском стадионе города Тирасполь. Проводить в последний путь наставника пришли родственники, друзья и коллеги-футболисты. На церемонию похорон прибыли глава молдавской федерации футбола Павел Чебану, тренер донецкого «Шахтёра» Александр Спиридон и тогдашний главный тренер сборной Молдовы Ион Карас.

## Память
- 27 декабря 2014 года в Терновке на стадионе «Динамо-Авто» состоялся матч среди ветеранов в память о Сергее Строенко, в дружеской встрече вничью со счётом 6:6 сыграли сборные Тирасполя и Кишинёва[25]. В игре приняли участие многие известные футболисты: Евгений Хмарук, Важа Тархнишвили, Александр Камальдинов, Дмитрий Арабаджи, Евгений Иванов, Александр Веревкин, Виктор Барышев-старший, Геннадий Тюмин, Сергей Выбиванцев, Виталий Кармак, Сергей Дубровин, Юрий Конусевич, Владимир Госперский и другие[26].
- 19 декабря 2015 года, на стадионе «Динамо-Авто» в Терновке состоялся турнир памяти Сергея Строенко. В нём приняли участие 4 команды: ветераны Тирасполя, Бендер, Одессы, а также сборная УГАИ Приднестровья, с которой Строенко начал свою тренерскую карьеру. В результате полуфиналов и медальных матчей, чемпионом стала команда Тирасполя. Она со счётом 3:2 победила в финале УГАИ, капитаном которой является сын Сергея Строенко Игорь. Голами у победителей отметились Николай Мандрыченко дважды и Сергей Новиков. Кубок победителями вручила дочь Сергея Строенко — Алина. Турнир был организован усилиями друзей Сергея Строенко и руководством клуба «Динамо-Авто» при технической поддержке Федерации Футбола Молдовы[27].

## Статистика выступлений
| Команда          | Лига                  | Сезон            | Игры | Голы |
| ---------------- | --------------------- | ---------------- | ---- | ---- |
| Автомобилист     | Вторая лига           | 1984             | 2    | 0    |
| Автомобилист     | Вторая лига           | 1985             | 30   | 5    |
| Текстильщик      | Вторая лига           | 1986             | 30   | 8    |
| СКА Одесса       | Вторая лига           | 1987             | 32   | 1    |
| Текстильщик      | Вторая лига           | 1988             | 30   | 3    |
| Текстильщик      | Вторая лига           | 1989             | 45   | 24   |
| Тирас            | Первая Лига           | 1990             | 33   | 4    |
| Тилигул          | Первая Лига           | 1991             | 40   | 7    |
| Тилигул          | Национальный дивизион | 1992             | 18   | 1    |
| Тилигул          | Национальный дивизион | 1992/93          | 25   | 4    |
| Тилигул          | Национальный дивизион | 1993/94          | 24   | 2    |
| Тилигул          | Национальный дивизион | 1994/95          | 24   | 2    |
| Тилигул          | Национальный дивизион | 1995/96          | 29   | 2    |
| Тилигул          | Национальный дивизион | 1996/97          | 22   | 4    |
| Тилигул          | Национальный дивизион | 1997/98          | 24   | 3    |
| Тилигул          | Национальный дивизион | 1998/99          | 21   | 1    |
| Тилигул          | Национальный дивизион | 1999/00          | 32   | 2    |
| Тилигул          | Национальный дивизион | 2000/01          | 27   | 3    |
| Тилигул          | Национальный дивизион | 2001/02          | 12   | 1    |
| Зимбру           | Национальный дивизион | 2001/02          | 14   | 0    |
| Агро             | Национальный дивизион | 2002/03          | 19   | 0    |
| Тилигул          | Национальный дивизион | 2003/04          | 26   | 0    |
| Тилигул          | Национальный дивизион | 2004/05          | 25   | 0    |
| Тилигул          | Национальный дивизион | 2005/06          | 27   | 0    |
| Тилигул          | Национальный дивизион | 2006/07          | 34   | 1    |
| Тилигул          | Национальный дивизион | 2007/08          | 26   | 0    |
| Тилигул          | Национальный дивизион | 2008/09          | 16   | 0    |
| Всего за карьеру | Всего за карьеру      | Всего за карьеру | 687  | 78   |

## Достижения

### В качестве игрока
- Серебряный призёр чемпионата Молдовы (6): 1992, 1992/93, 1993/94, 1994/95, 1995/96, 1997/98
- Обладатель Кубка Молдовы (3): 1992/93, 1993/94, 1994/95
- Финалист Кубка Молдовы (2): 1992, 1995/96

### В качестве тренера
- Бронзовый призёр чемпионата Молдовы (1): 2011/12